# 북쪽왕관자리
북쪽왕관자리(Corona Borealis [kəˈroʊnə ˌbɒriˈælɪs])는 북쪽 하늘의 작은 별자리이다. 주요 별들이 반원형의 호를 그린다. 현대 88개 별자리 하나이다.
자리잡은 '관삭' 별자리에 해당된다.

## 별과 천체
- 북쪽왕관자리 α성(α CrB, Alphecca 또는 Gemma)은 2.2등급(약간의 변광이 있다.)이며, 흩어진 큰곰자리 운동성단(Ursa Major Moving Group)에 속한다.

북쪽왕관자리에는 여러 흥미로운 변광성이 있는데, 그 중 북쪽왕관자리 R성과 T성이 잘 알려져 있다.

### 어두운 천체들
북쪽왕관자리는 밝은 성단성운(Deep Sky Objects)이 없다. 아벨 2065는 400개의 은하를 포함하는 매우 밀집된 은하단으로, 가장 밝은 은하가 16등급이다.

## 역사
톨레미의 48개 별자리에 포함되었다. 톨레미는 이 별자리를 '왕관(Corona)'이라 불렀으며, 후에 남쪽왕관자리와 구별하기 위해 '북쪽(Borealis)'이 덧붙여졌다.

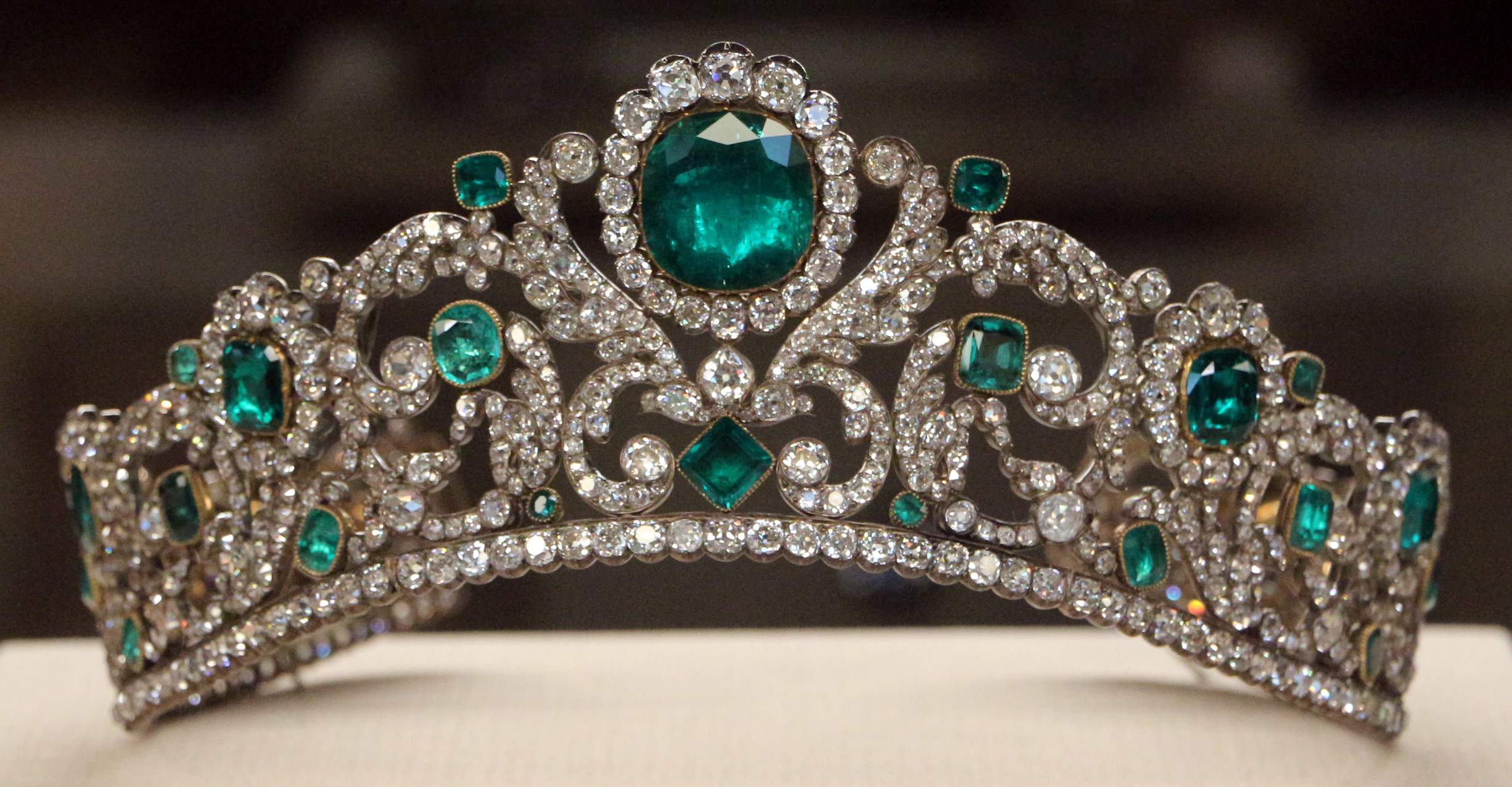
여왕의 왕관(Diadem)

## 신화
북쪽왕관자리는 디오니소스가 크레타섬 미노스왕의 딸인 아리아드네에게 선사한 왕관으로 여겨지기도 한다. 경우에 따라서는, 목동자리에 속한다고 여겨지기도 한다. 북쪽왕관은 'Caer Arianrhod'이라 불리기도 하는데, '은고리의 성'이라는 의미이며, 여주(女主) 아리안로드(Arianrhod)의 천상의 거주지로 여겨지기도 한다.

## 같이 보기
- 남쪽왕관자리